# Mecz (koszykówka)
Ten artykuł opisuje zagadnienie koszykarskie zgodne z normami FIBA.
Zasady w ligach NBA, NCAA lub innych mogą różnić się od tutaj przedstawionych.

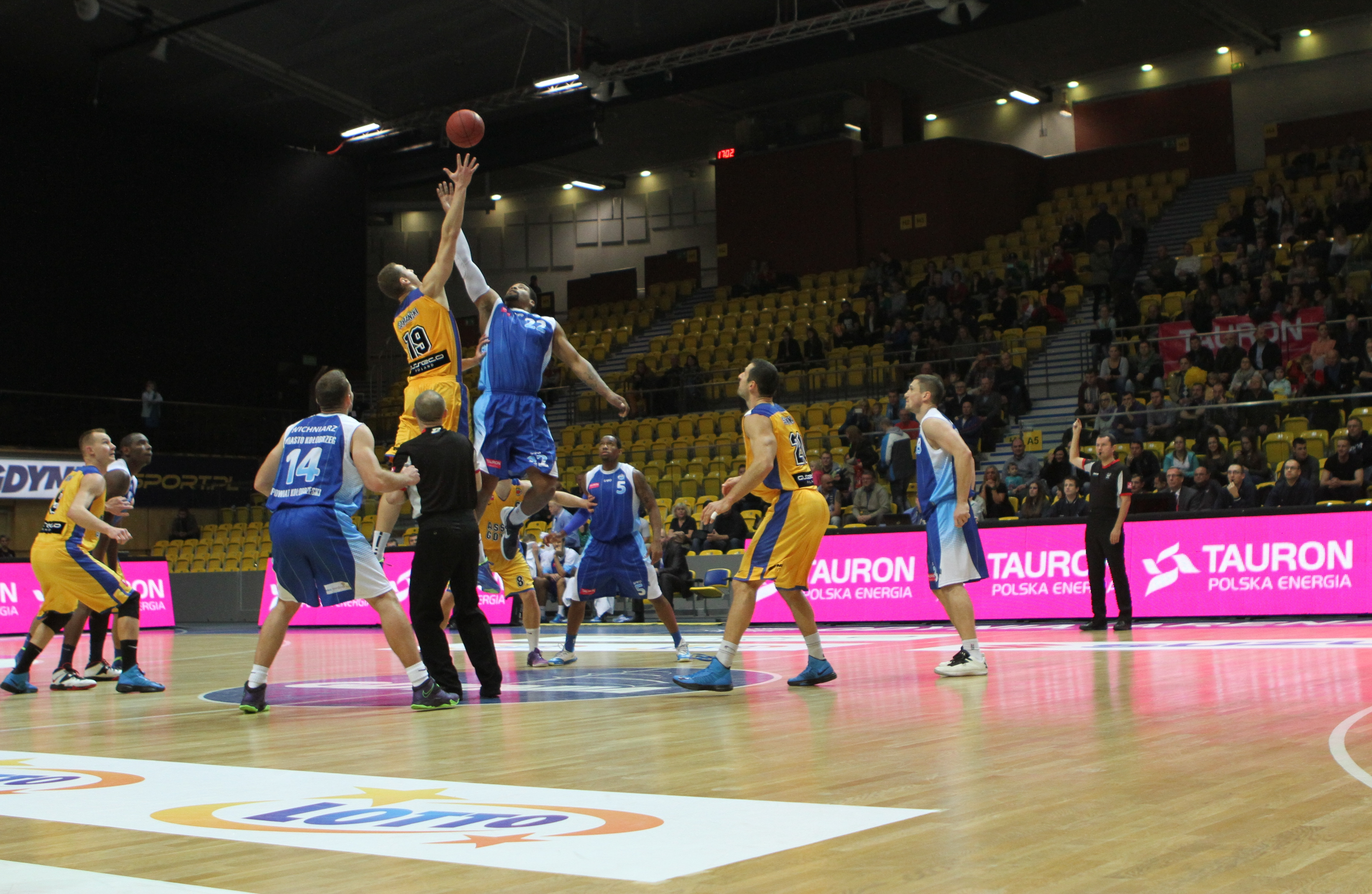
Rzut sędziowski rozpoczynający mecz koszykówki.

Mecz – w koszykówce składa się z czterech 10-minutowych kwart i ewentualnych dogrywek. Poszczególne części meczu rozdzielone są przerwami meczu.
W meczu koszykówki biorą udział dwie drużyny. Jednocześnie na boisku gra po 5 zawodników z każdej drużyny. Jeśli drużyna nie posiada na boisku 5 zawodników gotowych do gry, mecz nie może się rozpocząć. Celem gry w meczu jest zdobywanie punktów i legalnym powstrzymywaniu przeciwnika w zdobywaniu punktów dla drużyny przeciwnej. Zwycięzcą meczu zostaje drużyna, która uzyska większą liczbę punktów na koniec czasu gry. Podczas meczu do gry piłką używa się wyłącznie rąk. Piłkę można podawać, kozłować, rzucać, toczyć lub zbijać. Zawodnikowi nie wolno biegać z piłką, umyślnie jej kopać albo blokować jakąkolwiek częścią nogi lub uderzać piłki pięścią. Jednakże przypadkowy kontakt z piłką lub jej dotknięcie jakąkolwiek częścią nogi nie jest błędem.
Mecz nadzorują sędziowie boiskowi, sędziowie stolikowi i komisarz, jeśli jest obecny.
Mecz odbywa się na boisku koszykarskim. 
Mecz rozpoczyna się w momencie opuszczenia przez piłkę rąk sędziego podczas rzutu sędziowskiego w kole środkowym. Kolejne kwarty i dogrywki rozpoczynają się, kiedy piłka zostaje oddana do dyspozycji zawodnika wprowadzającego piłkę z autu.
Kwarta, dogrywka lub mecz kończy się, kiedy zabrzmi sygnał zegara czasu gry oznajmiający zakończenie czasu gry. Jeśli tablica kosza jest wyposażona w instalację świetlną umieszczoną dookoła jej obwodu, sygnał tej instalacji ma pierwszeństwo nad sygnałem zegara czasu gry.
Drużyna gospodarzy podczas meczu powinna mieć zawsze ławkę drużyny oraz własny kosz po lewej stronie stolika sędziowskiego patrząc w kierunku boiska. 
W przerwie meczu przed rozpoczęciem meczu oraz między połowami meczu zawodnicy mogą się rozgrzewać na połowie boiska z koszem przeciwnika.
Od roku 2017 możliwe jest również rozgrywanie meczów w systemie dwumeczowym.